# Sainte-Mère-Église
Sainte-Mère-Église est une commune française, chef-lieu de canton du département de la Manche, dans la région Normandie, peuplée de 2 910 habitants.
La commune est connue pour être l'une des premières communes de France continentale libérées le 6 juin 1944 lors de la bataille de Normandie.
Le 1er janvier 2016, elle est créée sous le statut de commune nouvelle après la fusion des communes de Sainte-Mère-Église, Beuzeville-au-Plain, Chef-du-Pont, Écoquenéauville et Foucarville étendue le 1er janvier 2019 à Carquebut et Ravenoville.

## Géographie

### Localisation
Sainte-Mère-Église est une commune du département de la Manche, dans la région Normandie. Elle est située à 14 km de Carentan et à 37 km de Saint-Lô.
| Fresville              | Neuville-au-Plain, Ravenoville       | Manche                                                               |
| Picauville             | Sainte-Mère-Église, commune nouvelle | Saint-Germain-de-Varreville, Saint-Martin-de-Varreville, Turqueville |
| Beuzeville-la-Bastille | Carquebut                            | Sébeville                                                            |

### Hydrographie
La commune est située dans le bassin Seine-Normandie. Elle est drainée par le Merderet, le Grand Fossé, le ruisseau de By, un bras de Merderet, le bras le Bas Rué, le By, le canal 01 de la commune de Blosville, le canal 01 de la commune de Carquebut, le canal 01 de la commune de Ravenoville, le canal 01 de la Ferrière, le canal 01 de la Grande Plaine, le canal 01 du Petit Hameau, le canal 01 du Petit Marais, le canal 02 de la commune de Ravenoville, le canal 02 de la Grande Plaine, le canal 03 de la commune de Ravenoville, le cours d'eau 03 de la commune de Sainte-Mère-l'Eglise, le cours d'eau 04 de la commune de Sainte-Mère-l'Eglise, le fossé 01 de Gourmont, le fossé 01 de la commune de Neuville au Plain, le fossé 01 de Saint-Mère-l'Eglise, le fossé 01 des Heutes, le fossé 01 du Mont Fresville, le fossé 02 de la commune de Beuzeville au Plain, le fossé 05 de la commune de Saint-Marcouf, le fossé 06 de la commune de Saint-Marcouf et le ruisseau de l'Orgueil,,.
Le Merderet, d'une longueur de 36 km, prend sa source dans la commune de Tamerville et se jette dans la Douve en limite de Beuzeville-la-Bastille et de Sainte-Mère-Église, après avoir traversé 17 communes.

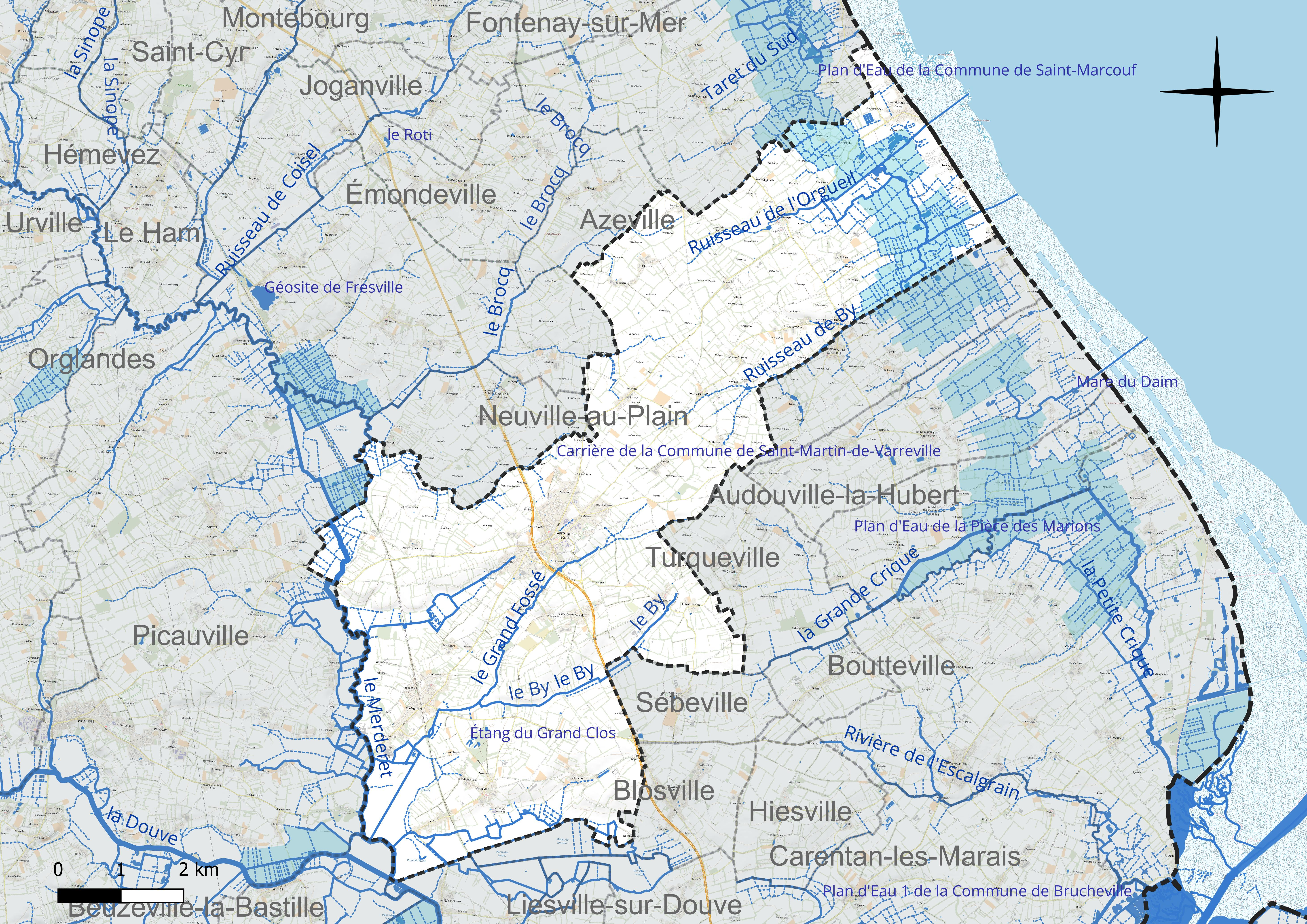
Réseau hydrographique de Sainte-Mère-Église.

Un plan d'eau complète le réseau hydrographique : l'étang du Grand Clos (0,5 ha),.

### Climat
Pour des articles plus généraux, voir Climat de la Normandie et Climat de la Manche.
En 2010, le climat de la commune est de type climat océanique franc, selon une étude du CNRS s'appuyant sur une série de données couvrant la période 1971-2000. En 2020, Météo-France publie une typologie des climats de la France métropolitaine dans laquelle la commune est exposée à un climat océanique et est dans la région climatique Normandie (Cotentin, Orne), caractérisée par une pluviométrie relativement élevée (850 mm/a) et un été frais (15,5 °C) et venté. Parallèlement le GIEC normand, un groupe régional d’experts sur le climat, différencie quant à lui, dans une étude de 2020, trois grands types de climats pour la région Normandie, nuancés à une échelle plus fine par les facteurs géographiques locaux. La commune est, selon ce zonage, exposée à un « climat maritime », correspondant au Cotentin et à l'ouest du département de la Manche, frais, humide et pluvieux, où les contrastes pluviométrique et thermique sont parfois très prononcés en quelques kilomètres quand le relief est marqué.
Pour la période 1971-2000, la température annuelle moyenne est de 11,3 °C, avec une amplitude thermique annuelle de 10,6 °C. Le cumul annuel moyen de précipitations est de 667 mm, avec 12,9 jours de précipitations en janvier et 6,9 jours en juillet. Pour la période 1991-2020, la température moyenne annuelle observée sur la station météorologique la plus proche, située sur la commune de Sainte-Marie-du-Mont à 7 km à vol d'oiseau, est de 11,6 °C et le cumul annuel moyen de précipitations est de 890,0 mm,. Pour l'avenir, les paramètres climatiques de la commune estimés pour 2050 selon différents scénarios d’émission de gaz à effet de serre sont consultables sur un site dédié publié par Météo-France en novembre 2022.

## Urbanisme

### Typologie
Au 1er janvier 2024, Sainte-Mère-Église est catégorisée commune rurale à habitat dispersé, selon la nouvelle grille communale de densité à sept niveaux définie par l'Insee en 2022.
Elle est située hors unité urbaine et hors attraction des villes,.
La commune, bordée par la Manche, est également une commune littorale au sens de la loi du 3 janvier 1986, dite loi littoral. Des dispositions spécifiques d’urbanisme s’y appliquent dès lors afin de préserver les espaces naturels, les sites, les paysages et l’équilibre écologique du littoral, tel le principe d'inconstructibilité, en dehors des espaces urbanisés, sur la bande littorale des 100 mètres, ou plus si le plan local d'urbanisme le prévoit.

### Voies de communication et transports

Réseau routier de la Manche.

La commune est traversée dans le sens nord-sud par la RN 13 (2 × 2 voies).
Sainte-Mère est associée aux transports en commun départementaux par bus (Manéo) via la ligne 1 : Cherbourg-Octeville - Valognes - Carentan - Saint-Lô[Passage à actualiser].

## Toponymie
Le nom de la localité est attesté sous les formes Sancte Marie Ecclesia en 1080 - 1082 (Lucien Musset, Abbayes Caennaise, 8), en 1155 et vers 1160 ; Saincte Mariglise en 1317 (Livre rouge Bayeux CCVIII). Au cours de la période révolutionnaire de la Convention nationale (1792-1795), la commune a porté le nom de Mère-Libre.
Ce toponyme qui signifie « Sainte-Marie-Église », a été altéré en Sainte-Mère-Église. En effet, les formes anciennes impliquent une référence à Marie, sans rapport donc avec Méréglise (Eure-et-Loir) qui est attesté sous la forme Mater ecclesia « église-mère ».
À noter que cette appellation est du même type que Saint-Pierre-Église et plus loin, que Arthéglise, également situé dans la Manche, ainsi que Martin-Église (Seine-Maritime) et Buglise (Seine-Maritime). Cependant, le premier élément dans ces trois derniers exemples ne représente pas une dédicace à un saint, mais un simple nom de personne, respectivement Arnketill, Martin et Búi. À cette liste s'ajoute également Yvecrique « église d'Yves », dont le deuxième élément -crique représente le mot scandinave kirkja « église ». En effet, ce type de formation Hagionyme / anthroponyme + -(é)glise est caractéristique de la France du nord et lié à l'influence germanique, plus précisément anglo-scandinave en Normandie. L'ordre roman habituel serait dans ce cas église Sainte-Marie  ou église de Sainte-Marie.
Le gentilé est Sainte-Mère-Églisais.

## Histoire
L'histoire de la commune est celle des anciennes communes fusionnées.

### Seconde Guerre mondiale

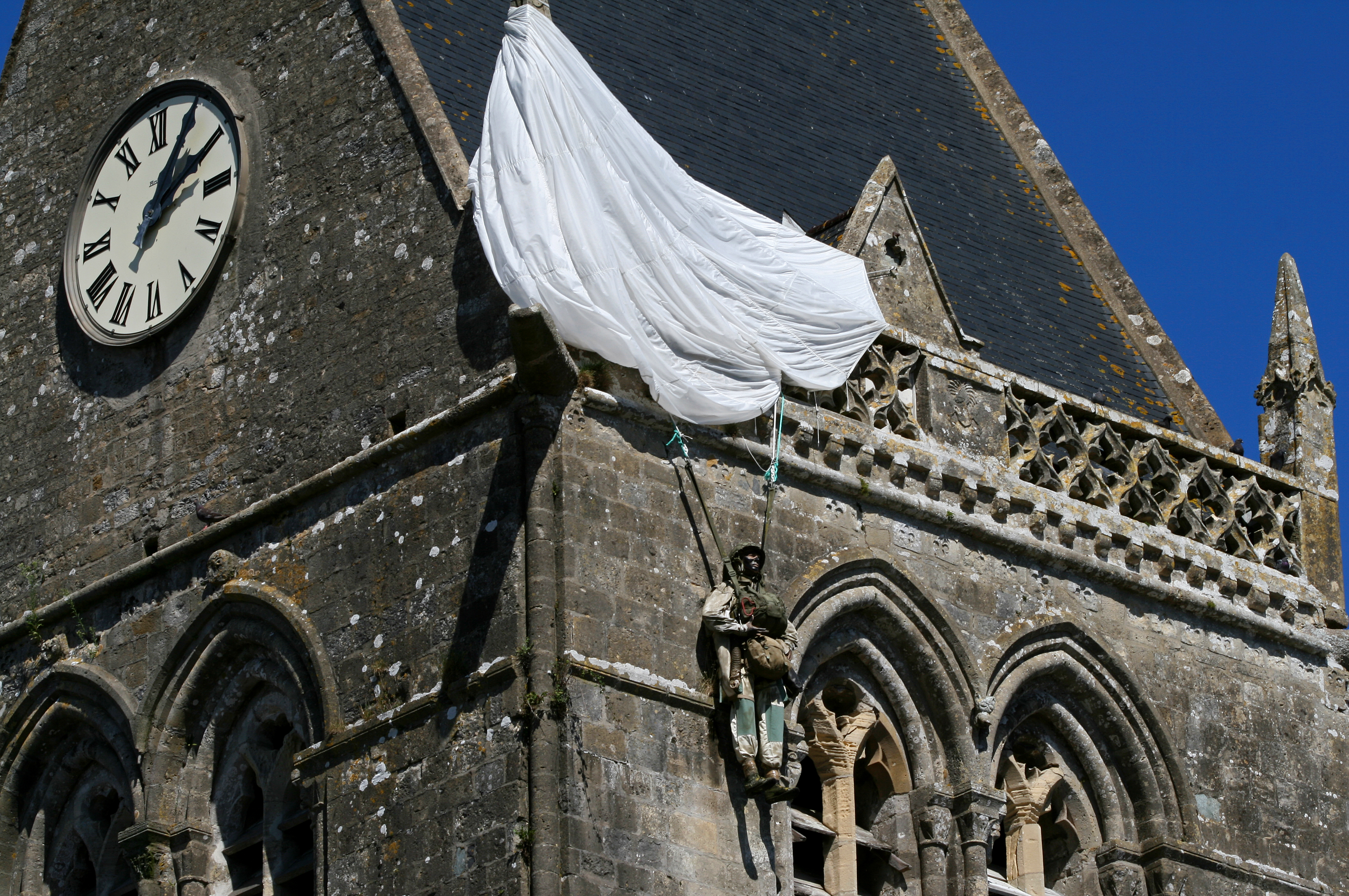
Un mannequin est accroché sur l'église de Sainte-Mère-Église en hommage à John Steele.

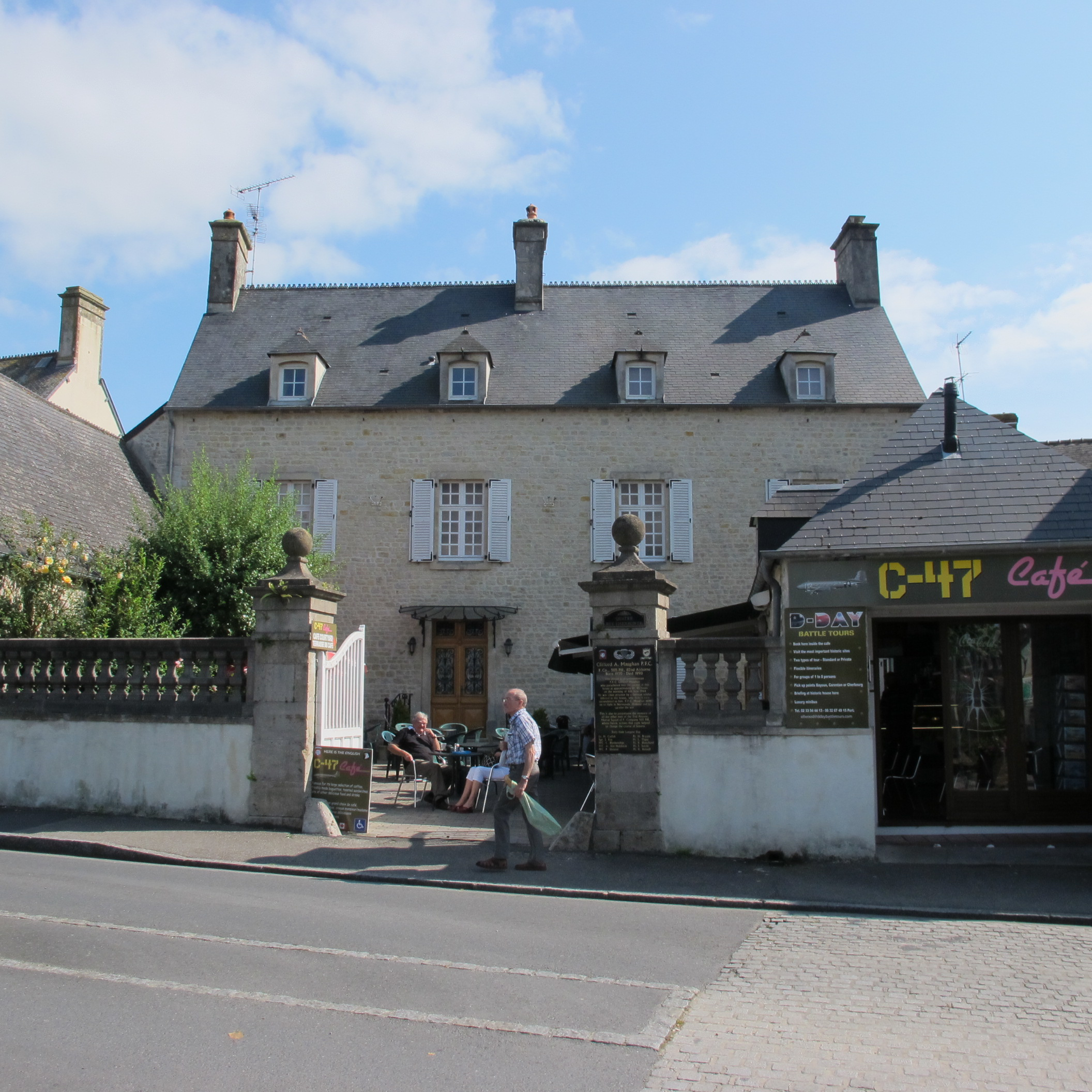
Le 6 juin 1944, à, le parachutiste Cliff tombe dans le jardin de cette maison où loge un officier allemand et qui donne sur la place de l'Église.

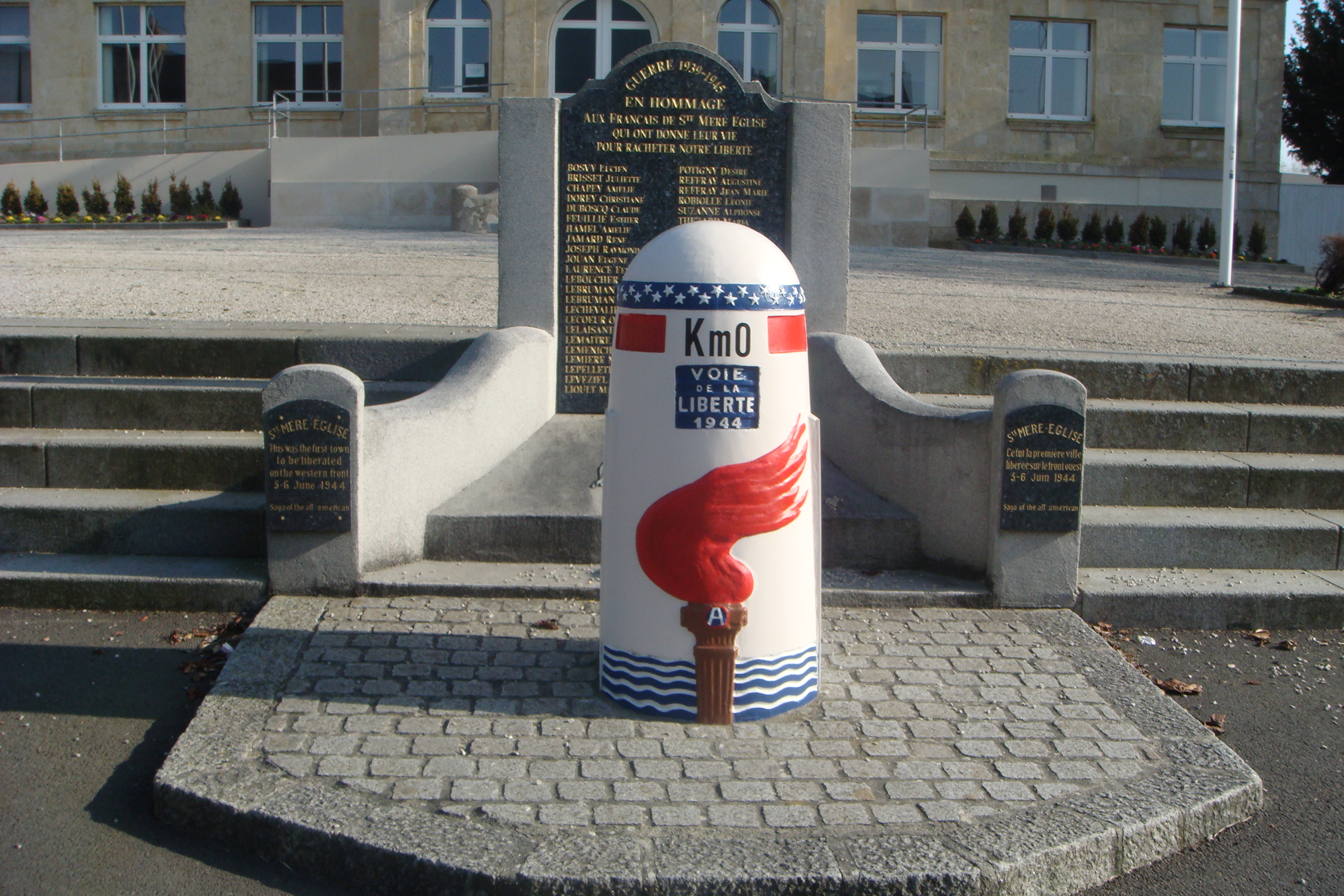
Borne 0 face à la mairie, point de départ de la « voie de la Liberté ».

Le 18 juin 1940, au cours de la bataille de France, les Allemands font leur entrée dans le bourg et placent sur la mairie un immense drapeau à croix gammée. L'occupation va durer près de quatre ans à Sainte-Mère-Église.
Le 5 juin 1944 à 23 h, un incendie se déclare dans un bâtiment en face de la place de l'église. Les pompiers et la population tentent de maîtriser l'incendie en se passant des seaux de mains en mains, surveillés par une cinquantaine de soldats allemands armés de fusils. C'est dans ce contexte que des parachutistes américains atterrissent par erreur dans le village.
Les Allemands tirent sur les parachutistes qui s'abattent sur le sol, l'un d'eux se dirige vers l'incendie. L'un des parachutistes, John Steele, est emporté par son parachute sur le clocher de l'église où il reste accroché deux heures, pendant que les combats font rage en dessous de lui. Les parachutistes qui tombent dans les tilleuls bordant la place ou qui y restent accrochés seront tous tués.
Des parachutistes atterrissent en-dehors du bourg et battent les Allemands en une heure. Sainte-Mère-Eglise est ainsi la première commune français libérée de l'occupant (source D-DAY et la bataille de Normandie d'Antony Beevor).
Ce célèbre événement sera repris dans le film Le jour le plus long mais certaines libertés scénaristiques seront faites, comme la blessure au pied de John Steele (qu'il ne s'est pas faite à cause d'une balle tirée par un soldat allemand placé en bas de l'église comme dans le film, mais simplement en retombant du clocher) ou encore le fait qu'il devienne sourd à cause des cloches. Il faut savoir également que dans la version du film, John Steele est positionné dans l'orientation de la place du village, à la manière du mannequin accroché sur l'église. Cependant, dans la réalité des faits, John Steele était situé de l'autre côté du clocher, donnant sur la rue du Général Koenig. Lors du tournage, sa position a été changée pour des raisons pratiques.
Un autre parachutiste, du nom de Kenneth Russell, a aussi atterri sur l'église, six mètres plus bas, et quant à lui bien du côté de la place du village. Mais ne voulant pas faire parler de lui et préférant laisser la popularité à John Steele, il restera pendant longtemps très discret à ce sujet,.

### XXIesiècle

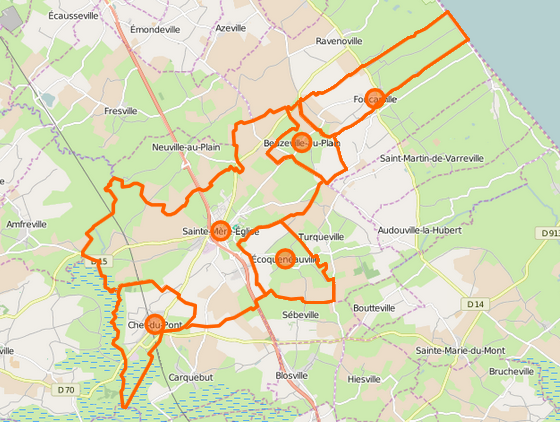
Carte Sainte-Mère-Église (commune nouvelle).

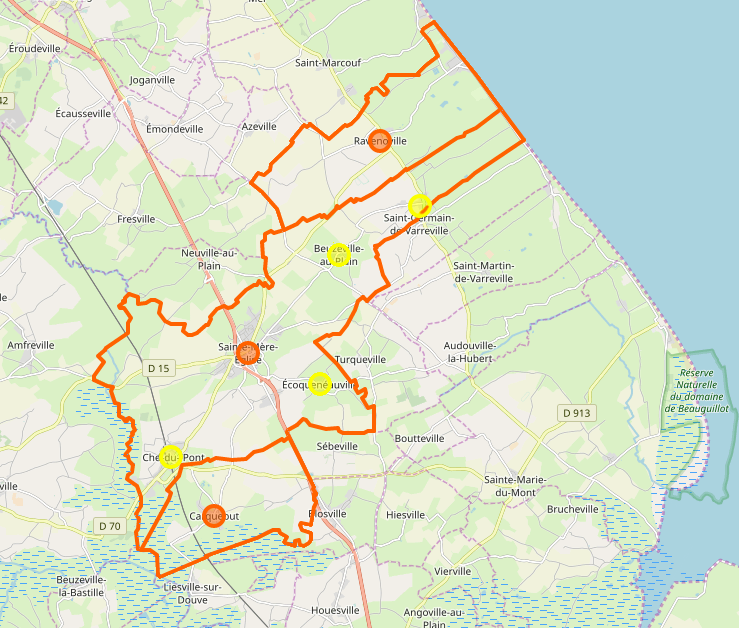
Carte Sainte-Mère-Église (commune nouvelle, 2019).

En 2018, deux communes ont exprimé le souhait de rejoindre la commune nouvelle : Ravenoville alors que cette dernière avait rejeté l'option en 2015 et Carquebut.
En 2019, un arrêté complémentaire a été pris le 27 décembre 2018 pour rétablir un accent aigu sur le mot Église.

## Politique et administration

### Administration municipale
Jusqu'aux prochaines élections municipales de 2020, le conseil municipal de la nouvelle commune est constitué de tous les conseillers municipaux issus des conseils des anciennes communes. Le maire de chacune d'entre elles devient maire délégué.
| Nom                                           | Code Insee | Intercommunalité          | Superficie (km2) | Population (dernière pop. légale) | Densité (hab./km2) |
| --------------------------------------------- | ---------- | ------------------------- | ---------------- | --------------------------------- | ------------------ |
| Sainte-Mère-Église (commune déléguée) (siège) | 50P26      | CC de la Baie du Cotentin | 17,68            | 1 541 (2021)                      | 87                 |
| Beuzeville-au-Plain                           | 50051      | CC de la Baie du Cotentin | 2,04             | 41 (2021)                         | 20                 |
| Chef-du-Pont                                  | 50127      | CC de la Baie du Cotentin | 3,78             | 635 (2021)                        | 168                |
| Écoquenéauville                               | 50170      | CC de la Baie du Cotentin | 3,52             | 97 (2021)                         | 28                 |
| Foucarville                                   | 50191      | CC de la Baie du Cotentin | 5,06             | 116 (2021)                        | 23                 |
| Carquebut                                     | 50103      | CC de la Baie du Cotentin | 8,54             | 303 (2021)                        | 35                 |
| Ravenoville                                   | 50427      | CC de la Baie du Cotentin | 11,65            | 232 (2021)                        | 20                 |

### Liste des maires
| Période                                  | Période  | Identité     | Étiquette | Qualité                                                                    |
| ---------------------------------------- | -------- | ------------ | --------- | -------------------------------------------------------------------------- |
| 1984                                     | 2014     | Marc Lefèvre | DVD       |                                                                            |
| janvier 2016                             | mai 2020 | Jean Quétier | SE        | Cadre retraité Réélu maire de la commune nouvelle pour le mandat 2019-2020 |
| mai 2020                                 | En cours | Alain Holley |           |                                                                            |
| Les données manquantes sont à compléter. |          |              |           |                                                                            |

### Jumelages
- Sturminster Marshall (Royaume-Uni) depuis 1992.

## Population et société

### Démographie
L'évolution du nombre d'habitants est connue à travers les recensements de la population effectués dans la commune depuis sa création.
En 2022, la commune comptait 2 910 habitants, en évolution de +14,97 % par rapport à 2016 (Manche : −0,31 %, France hors Mayotte : +2,11 %).
| 2014  | 2015  | 2016  | 2017  | 2022  |
| ----- | ----- | ----- | ----- | ----- |
| 2 568 | 2 550 | 2 531 | 3 077 | 2 910 |

### Santé
Une pharmacie et plusieurs médecins sont présents dans la commune.

### Enseignement
Sainte-Mère-Église est rattachée à l'académie de Caen.

## Économie et tourisme
La commune dispose d'un parc d'activité avec la zone artisanale « les Crutelles ».
Depuis février 2010, Sainte-Mère-Église forme avec Ravenoville et Sainte-Marie-du-Mont un groupement de « communes touristiques ».
Pour les services, la commune dispose d'un bureau de poste, d'un office de tourisme et d'une gendarmerie. Pour les loisirs, on trouve notamment un complexe sportif avec salle omnisports et stade. Il y a aussi une bibliothèque.
Le musée Airborne est situé sur la commune.
La commune est labellisée Village étape depuis 2018.

## Culture locale et patrimoine

### Lieux et monuments
Les lieux et monuments de la commune sont ceux des anciennes communes déléguées.

### Personnalités liées à la commune

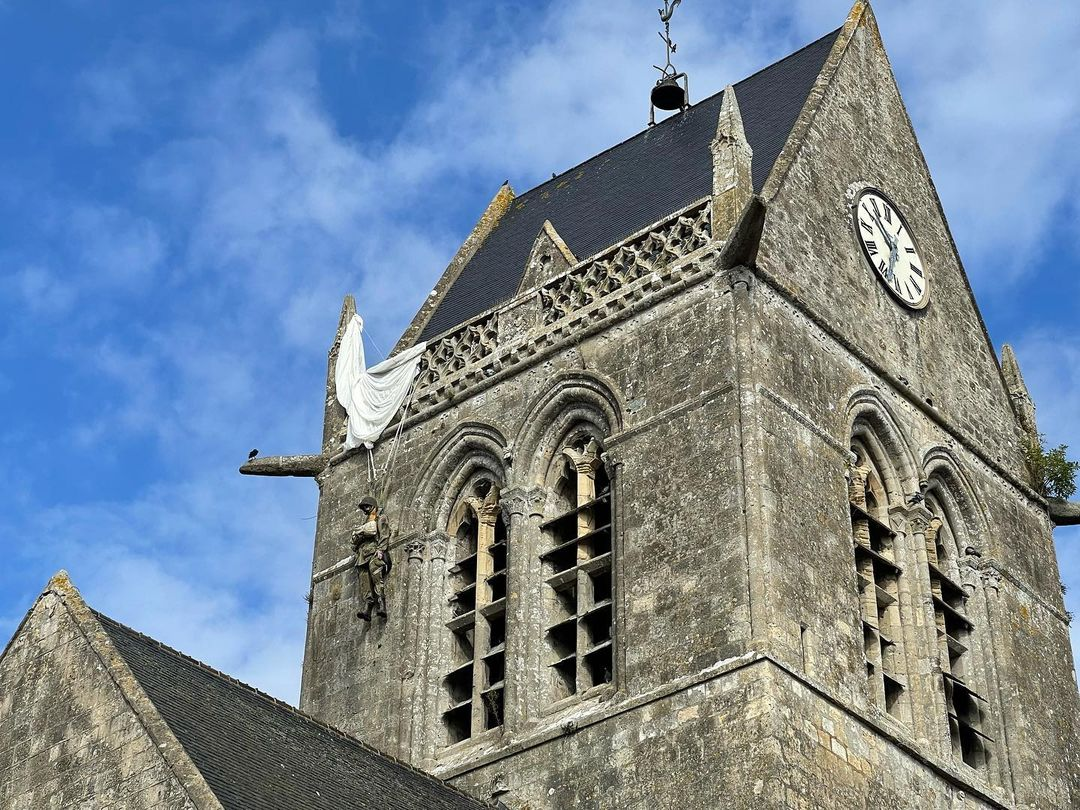
Église de Sainte-Mère-Église, avec un mannequin de parachutiste accroché au clocher

- Henri Basnage de Franquesnay (1615 à Sainte-Mère-Église - 1695), avocat.
- François-Édouard Hasley (1825-1888), successivement évêque de Beauvais, archevêque d'Avignon puis archevêque de Cambrai.
- Félix Roumy (1861 à Sainte-Mère-Église - 1935), homme politique, président du conseil général de Nouvelle-Calédonie de 1925 à 1926.
- Paul Cirou (1869 à Sainte-Mère-Église - 1951), peintre local de la famille d'Aigremont.
- John Steele (1912-1969), parachutiste américain qui doit sa renommée pour être resté accroché au clocher de l'église de Sainte-Mère la nuit du 5 au 6 juin 1944.
- Auguste Chapey (1885-1917), né au Vrétot, docteur en droit et avocat ayant d'abord vécu à Valognes avant de s'installer à Sainte-Mère-Église, il y est enterré et a été décoré de la croix de guerre ainsi que de la légion d'honneur pour son courage dans le commandement de la 21e compagnie du 202e régiment d’infanterie de l'armée française pendant la première guerre mondiale, et également pour avoir, en tant qu'avocat, défendu les fusillés de Souain[63].

### Héraldique
| Blason de Sainte-Mère-Église | Blason  | D'azur à l'église d'argent, couverte d'or et surmontée de deux parachutes aussi d'argent soutenant chacun une étoile du même, l'église chargée des lettres A et M capitales de sable, à la champagne cousue de gueules chargée d'un léopard aussi d'or. |
| Blason de Sainte-Mère-Église | Détails | Le léopard d'or sur champ de gueules rappelle les armes de la Normandie. |

#### Bande dessinée
- Operation Overlord, Glénat, 2014
  - Saint-Mère-Église (Scénario : Michaël Le Galli ; Dessin : Davide Fabbri ; Couleur : Domenico Neziti)  (ISBN 9782723496667)